# Ollarianus kinoanus
Ollarianus kinoanus är en insektsart som beskrevs av Ball 1936. Ollarianus kinoanus ingår i släktet Ollarianus och familjen dvärgstritar. Inga underarter finns listade i Catalogue of Life.